# 扎托司琼
扎托司琼（INN：zatosetron；开发代号：LY-277,359）是一种用作5-HT3受体拮抗剂的药物。它具有口服活性，作用持续时间长，能够产生止吐作用，但不刺激胃肠道运输速率。在动物研究和人体试验中，它也是一种有效的抗焦虑药，尽管高剂量下会产生一些副作用。